# (36500) 2000 QZ55
2000 QZ55 (asteroide 36500) é um asteroide da cintura principal. Possui uma excentricidade de 0.16247730 e uma inclinação de 4.02335º.
Este asteroide foi descoberto no dia 25 de agosto de 2000 por LINEAR em Socorro.